# Cuori di quercia
Cuori di quercia (Hearts of Oak) è un film muto statunitense del 1924 diretto da John Ford.

## Trama
Chrystal, dopo che il fidanzato Ned Fairweather è scomparso in mare, accetta di sposare il suo tutore, Terry Dunnivan, un capitano di marina che l'ha adottata da bambina. Ma Ned ritorna dopo un'assenza di due anni. Venendo a sapere dei piani per il matrimonio, consiglia Chrystal di sposare Terry. Il vecchio capitano, però intuisce l'amore che lega i due giovani. Muore qualche anno più tardi e gli innamorati possono vivere ora felici insieme.

## Produzione
il film fu prodotto dalla Fox Film Corporation.

## Distribuzione
Distribuito dalla Fox Film Corporation, il film - presentato da William Fox - uscì nelle sale cinematografiche USA il 5 ottobre 1924.
Il film è considerato perduto.